# 207-й дальнебомбардировочный авиационный полк
207-й дальнебомбардировочный авиационный полк (207 дбап) — воинская часть Вооружённых сил СССР в Великой Отечественной войне. Входил в состав 42-й дальней бомбардировочной авиационной дивизии 3-го Дальнего Бомбардировочного Авиационного Корпуса.

## История

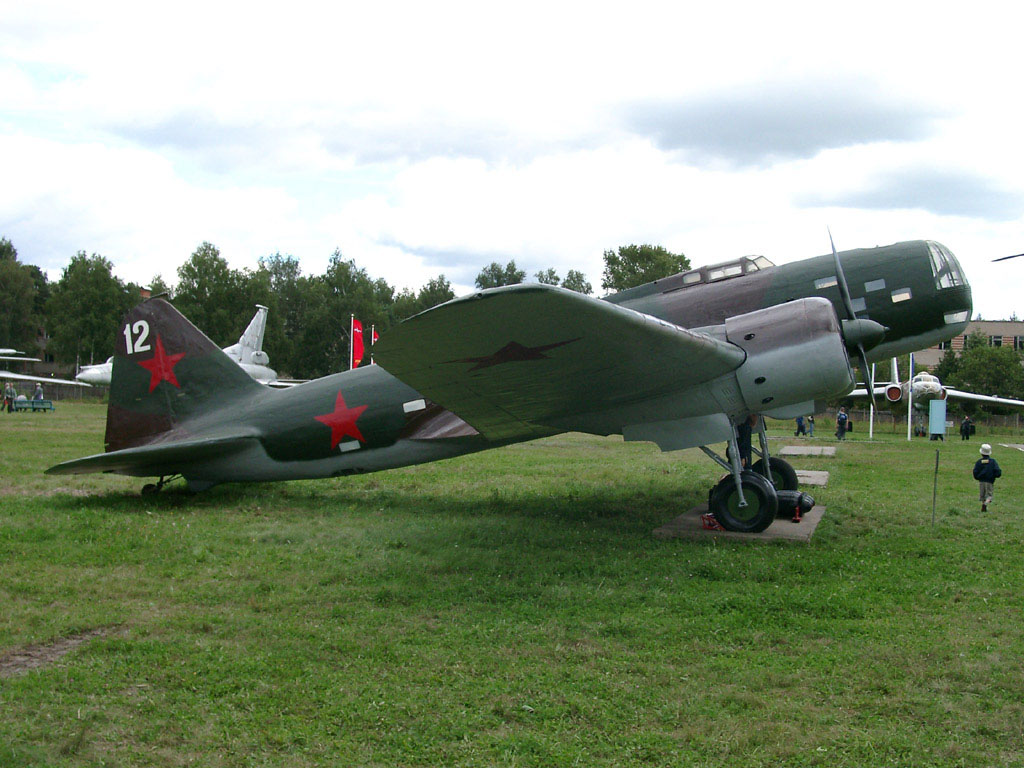
ДБ-3 полка

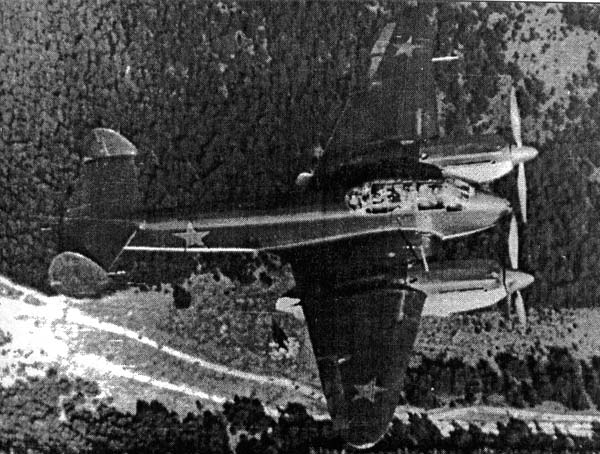
Самолёт ББ-2 (Як-2) в полёте. Такие самолёты случайно оказались в распоряжении 207-го полка и были использованы для нанесения ударов по противнику в июне и июле 1941 года.

Сформирован в 1941 году на основании Постановления СНК №2665-977сс от 5 ноября 1940 года
На вооружении имел самолеты ДБ-3Ф. Кроме того, в первые дни войны в полк передали около десятка самолетов ББ-22 (Як-4).
Нахождение в строю:
С 1941 года по 18 августа 1941 года.

### В действующей армии
В составе действующей армии полк в составе 42-й дальней бомбардировочной авиационной дивизиинаходился с 22 июня 1942 года по 18 августа 1941 года.
С 22 июня 1941 года по 18 августа 1941 года. Перечень № 12
В составе:
С 1941 года по 18 августа 1941 года – в составе 42-й дальней бомбардировочной авиационной дивизии 3-го Дальнего Бомбардировочного Авиационного Корпуса Дальней Бомбардировочной Авиации.
Участие в операциях и битвах:
- Приграничные сражения – с 22 июня 1941 года по 29 июня 1941 года.
- Смоленское сражение с 10 июля 1941 года по 7 августа 1941 года
- Удары по вражеским аэродромам в районе Вильно, Глубокое, Крупки, Бобруйск, Кличев 12 июля 1941 года.
- Поддержка контрударов Западного Фронта с 26 июля 1941 года по 28 июля 1941 года.[1].

В первый день войны 207-й полк потерь не имел, но 24 июня из 18 самолётов, бомбардировавших танки и войска противника на шоссе западнее Пружаны и Кобрина, вернулось только 8, а 10 были сбиты.
И первые же сражения обернулись большими потерями. Бомбардировщики летали без истребительского прикрытия. Тяжёлые «ДБ-Зф», предназначенные для бомбардировки крупных объектов в тылу, были уязвимы для танковых колонн на небольшой высоте. По некоторым данным, потери доходили до 15 погибших экипажей в день.
Уже 24 июня оставшиеся лётчики и самолёты полка были объединены в две эскадрильи. Командиром 2-й стал капитан Гастелло Николай Францевич, опытный лётчик, у которого за плечами были сражения за Халхин-Гол и Советско-финская война.
26 июня 1941 год экипаж 207-го дальнебомбардировочного авиационного полка под командованием капитана Н. Ф. Гастелло в составе лейтенанта А. А. Бурденюка, лейтенанта Г. Н. Скоробогатого и старшего сержанта А. А. Калинина на самолёте ДБ-3ф вылетел для нанесения бомбового удара по германской механизированной колонне на дороге Молодечно — Радошковичи в составе звена из двух бомбардировщиков. Огнём зенитной артиллерии противника самолёт Гастелло был подбит. Вражеский снаряд повредил топливный бак, что вызвало пожар на борту, и Гастелло совершил огненный таран — направил горящую машину на механизированную колонну врага. Все члены экипажа погибли. Посмертно ровно через месяц 26 июля 1941 года Указом Президиума Верховного Совета СССР капитан Н. Ф. Гастелло удостоен звания Герой Советского Союза.
Весь июнь и июль полк был привлечен для выполнения боевых задач по ближним целям: аэродромы противника, живая сила и скопления войск противник, танковые и механизированные колонны противника.
207-й полк в короткие сроки освоил случайным образом попавшие на аэродром самолёты ББ-22 (Як-2). Экипажи на этих самолётах успешно выполняли бомбардировку скопления войск противника на дорогах и в районе переправ, был подорван наплавной мост через Березину.
6 июля 1941 года дивизия перебазировалась на Брянский аэродромный узел. Все части и подразделения авиационного тыла остались на старом узле — они должны принять соединения ВВС Западного фронта и обеспечивать их дальнейшую работу. Уже 12 июля полки дивизии наносили удары по аэродромам противника в районе Вильно, Глубокое, Крупки, Бобруйск и Кличев с нового места базирования, по танкам и моторизованным войскам в районе переправы у Шклова, возле Староселья, Сиротина, Бещенковичей.
14 июля самолёты 207-го дальнебомбардировочного авиаполка были перехвачены над Днепром. В тяжёлом и продолжительном воздушном бою два Ил-4 были сбиты в районе целей, а три повреждённых корабля также не вернулись на свой аэродром. 15 июля полк снова бомбил переправу у Шилова и уничтожал фашистские танки в районе населённых пунктов Шамов и Горки. Потери составили 7 самолётов.
17 июля 1941 года из личного состава 1-й Высшей школы штурманов Военно-воздушных сил Красной Армии (ВШШ ВВС КА) был сформирован 207-й дальний бомбардировочный авиационный полк, который был полностью доукомплектован лётным и инженерно-техническим составом (54 экипажа на самолётах ДБ-3Ф) и отправлен на фронт.
18 августа 1941 года на основании Приказа НКО №0064 от 13 августа 1941 года 207-й дальний бомбардировочный авиационный полк расформирован. Самолёты и личный состав переданы в полки дивизии

## Отличившиеся воины

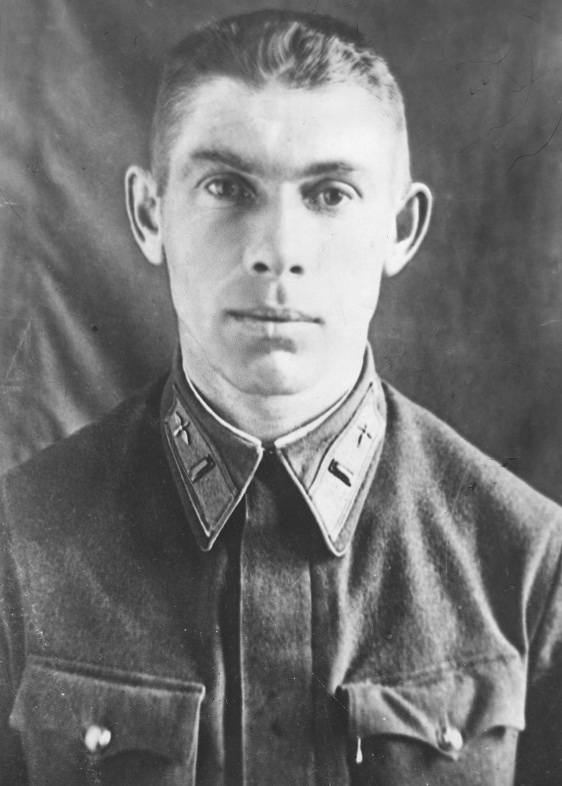
Гастелло Николай Францевич, командир эскадрильи 207-го дальнебомбардировочного авиационного полка, совершивший огненный таран

- Гастелло Николай Францевич, капитан, командир эскадрильи 207-го дальнебомбардировочного авиационного полка 42-й дальнебомбардировочной авиационной дивизии 3-го авиационного корпуса дальней бомбардировочной авиации Указом Президиума Верховного Совета СССР 26 июля 1941 года удостоен звания Герой Советского Союза. Посмертно.
- Балашов Владимир Михайлович, лейтенант, штурман корабля 207-го дальнебомбардировочного авиационного полка 42-й дальнебомбардировочной авиационной дивизии 3-го авиационного корпуса дальней бомбардировочной авиации Указом Президиума Верховного Совета СССР 2 мая 1996 года удостоен звания Герой России. Золотая звезда № 277. Посмертно.
- Бейскбаев Бахтурас, младший сержант, стрелок 207-го дальнебомбардировочного авиационного полка 42-й дальнебомбардировочной авиационной дивизии 3-го авиационного корпуса дальней бомбардировочной авиации Указом Президента РФ 2 мая 1996 года удостоен звания Герой России. Золотая звезда № 278. Посмертно.
- Маслов Александр Спиридонович, капитан, командир эскадрильи 207-го дальнебомбардировочного авиационного полка 42-й дальнебомбардировочной авиационной дивизии 3-го авиационного корпуса дальней бомбардировочной авиации Указом Президента РФ 2 мая 1996 года удостоен звания Герой России. Золотая звезда № 279. Посмертно .
- Реутов Григорий Васильевич, младший сержант, стрелок-радист 207-го дальнебомбардировочного авиационного полка 42-й дальнебомбардировочной авиационной дивизии 3-го авиационного корпуса дальней бомбардировочной авиации Указом Президента РФ 2 мая 1996 года удостоен звания Герой России. Золотая звезда № 280. Посмертно[6].

## Командиры полка
- Подполковник Титов Георгий Васильевич – 01.06.1941 - 01.08.1941[6]
- Майор Лобанов Евгений Матвеевич

## Память
- Памятник экипажу Н. Ф. Гастелло, 50-й км шоссе Минск-Вильнюс, около Радошковичей (1941) —  Историко-культурная ценность Республики Беларусь, шифр 613Д000315. Памятник на месте, где, как считалось, совершил свой таран Н. Гастелло (1976, скульптор А. Аникейчик)[7].